# Renato Gaúcho
Renato Portaluppi, conocido como Renato Gaúcho (Guaporé, Río Grande del Sur, 9 de septiembre de 1962), es un exfutbolista y entrenador brasileño, considerado uno de los mejores extremos por derecha del mundo durante las décadas de 1980 y 1990, y uno de los mejores jugadores de Grêmio en la historia. Entre 2016 y 2021 dirigió ese club, con el que fue campeón, entre otros títulos, de la Copa Libertadores 2017, que le permitió convertirse en el único brasileño en ganarla como jugador y entrenador. Actualmente es entrenador del Fluminense del Campeonato Brasileño de Serie A.
Comenzó su carrera en 1979, en las filas de Esportivo, donde apenas jugó dado que ese año se unió a las divisiones juveniles de Grêmio, club en el que continuó su formación y debutó en el primer equipo en 1982. En la siguiente temporada, tuvo una destacada participación en la obtención de la Copa Libertadores y la Copa Intercontinental, de la que fue elegido Mejor jugador. A finales de 1986, se desvinculó del club y meses después fichó por Flamengo, donde fue una de las figuras del campeonato nacional de ese año, que ganaron. Entre 1988 y 1989, jugó en la A. S. Roma, pero no pudo mantener el rendimiento mostrado en Brasil. Regresó a Flamengo, ganó la copa nacional y en 1991 fichó por Botafogo, donde pasó dos temporadas. En su siguiente equipo, Cruzeiro, jugó poco tiempo pero tuvo una buena actuación en la Supercopa Sudamericana. Posteriormente, jugó en Flamengo y Atlético Mineiro y, en 1995, firmó con Fluminense y fue determinante en ese Campeonato Carioca. Dos años después, volvió a Flamengo y, en 1999, fichó por tres meses por Bangu, donde se retiró.  
Con la selección brasileña jugó 41 partidos, anotó cinco goles y estuvo convocado a la Copa Mundial de Fútbol de 1986, pero fue expulsado debido a problemas disciplinarios. Además, disputó tres Copa América, de las cuales fue campeón en una, y la Copa Mundial de Fútbol de 1990. Ganó una Bola de Ouro e integró cinco veces la Bola de Prata, premios entregados por la revista Placar, de los que es uno de los máximos ganadores. En su etapa como futbolista, jugó más de setecientos encuentros y obtuvo cuatro títulos regionales, dos nacionales y cuatro internacionales.

## Carrera

### Jugador

#### 1979-1985
En su niñez, Portaluppi hizo una prueba en S. C. Internacional, pero como no le podían proporcionar un lugar donde quedarse y carecía de dinero para permanecer en Porto Alegre, debió desistir. A los dieciséis años, se unió al Clube Esportivo de Bento Gonçalves y coincidió con el entrenador Valdir Espinosa, quien se convertiría en una persona muy importante para él. El 12 de agosto de 1979, tras buenas actuaciones en las juveniles y dado que el equipo tenía muchos jugadores sancionados, realizó su debut en un encuentro contra Grêmio donde jugó 45 minutos. Ese año disputó diez partidos, cinco por Campeonato Gaúcho y cinco amistosos, y le marcó un gol a Lajeadense. El club llegó a la final y realizó la mejor presentación en el torneo estatal en su historia. El 1 de mayo de 1980, Espinosa, quien estaba trabajando en Grêmio, se presentó en la casa del jugador para pedirle que se uniera a las divisiones formativas del club portoalegrense. Como era menor de edad, y ante la negativa de su padre, fanático de Internacional, su hermano Adão debió firmar el correspondiente papeleo. Portaluppi pasó dos años en fútbol base y, en agosto de 1981, Ênio Andrade lo convocó a una gira por Europa, algo que el futbolista describió como «un gesto de apoyo» que lo alejó de su vida de juerguista.
Para comienzos de 1982, Andrade aún no le daba suficientes oportunidades, lo que le generó una abrumadora presión de los aficionados, quienes estaban en desacuerdo con la decisión. El entrenador prefería a Tarciso en esa posición y quería transferir a Portaluppi a Operário. A mediados de temporada, con la vuelta de Espinosa a la dirección técnica, tuvo más oportunidades y rápidamente se ganó un espacio debido a que combinó su habilidad y fuerte personalidad, con dedicación. El equipo no pudo defender el título del campeonato local y quedó segundo, en la Copa Libertadores cayó en primera ronda y jugó la final del Campeonato Gaúcho. Portaluppi, que «emergió hecho un tremendo delantero por derecha» y era comparado con Garrincha, se convirtió en una pieza fundamental de un plantel que posteriormente obtendría varios títulos. Entre sus características de juego se encontraban su velocidad y firmeza, y realizaba enganches y regates «en exceso, como es normal en los principiantes». Durante ese año intercaló minutos con Tarciso, pero eventualmente obtuvo el puesto de manera fija, ya que Espinosa comenzó a usar tres delanteros y Tarciso se adaptó para jugar por la izquierda.

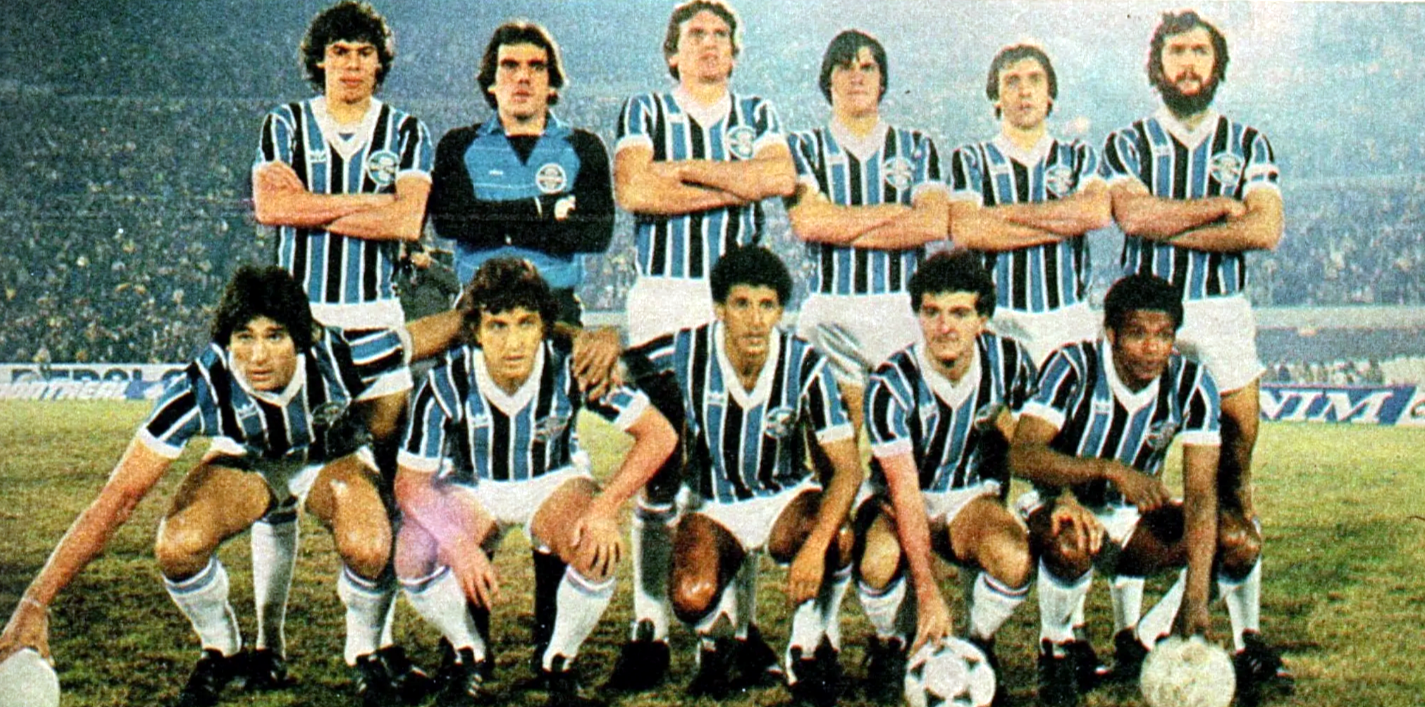
Portaluppi —fila de abajo, primero de izquierda a derecha— en el equipo campeón de la Copa Libertadores de 1983

En 1983, ganó la Copa Libertadores, donde derrotaron a Peñarol en la final. En la ida, empataron 1-1 en Montevideo, con gol de Tita. En la vuelta, ganaron 2-1, con Portaluppi de artífice del gol de la victoria marcado por César. En los últimos minutos, hubo muchas infracciones y el jugador fue expulsado junto con Venancio Ramos. Disputó los doce encuentros y anotó dos goles, a Blooming en fase de grupos y a Estudiantes de La Plata en la semifinal. También ganó la Copa Intercontinental realizada en Tokio, donde le convirtió dos goles al Hamburgo S. V. y lo eligieron Mejor jugador. En el campeonato brasileño jugó diez partidos y marcó tres goles. En la votación a Craque do ano —Crack del año— de la revista Placar, la crítica especializada lo ubicó en la quinta posición, junto con Serginho Chulapa, mientras que quedó octavo en la lista hecha por los lectores. En cuanto al campeonato regional, compartieron la segunda plaza con Brasil de Pelotas, ambos quedaron a tres puntos de Internacional. Ese año, fue convocado para jugar la Copa América, en la que le anotó un gol a Ecuador en la primera fase. Debutó justamente en ese partido, que se jugó el 1 de septiembre y terminó con un marcador de 5-0. La selección brasileña llegó hasta la final, en la que se enfrentó a Uruguay en el estadio Centenario, donde perdió por 2-0, y en el Arena Fonte Nova, en un empate. De ocho encuentros, Portaluppi solo se perdió los dos primeros.
Para la siguiente temporada, el club realizó grandes inversiones con el objetivo de formar un equipo competitivo que estuviera encabezado por Portaluppi. También hubo un cambio en la dirección técnica: no renovaron a Valdir Espinosa, por quien el jugador sentía mucho afecto, y contrataron a Carlos Froner. Alcanzaron su segunda final de Copa Libertadores consecutiva, donde perdieron por 1-0 con Independiente en condición de local, en un encuentro en el que el jugador tuvo una discreta intervención debido al eficiente marcaje de Carlos Enrique, y empataron sin goles en Avellaneda. El equipo salió segundo en el Campeonato Gaúcho, a tres puntos de Internacional. En el torneo local, quedaron terceros y Portaluppi disputó dieciocho partidos, convirtió dos goles e integró la Bola de Prata, un premio anual entregado por Placar que elige el once ideal del Brasileirão. En esa temporada jugó temporalmente de centrodelantero; Froner fue el primero en ubicarlo en esa posición, pero debido a la «indisciplina táctica» del jugador, volvió a colocarlo de extremo. Chiquinho y Rubens Minelli continuaron la iniciativa, aunque tampoco obtuvieron resultados favorables. En vista del alto rendimiento de Portaluppi, los dirigentes se mostraron flexibles ante los actos de indisciplina de este, puesto que lo consideraban un «símbolo internacional». El presidente Alberto Galia argumentaba que si bien no era sencillo tratar con el futbolista, eso era algo común en las «estrellas» que habían pasado por el club. En la selección jugó, el 10 de junio, un amistoso con Inglaterra que terminó en derrota por 2-0. Una semana después, disputó en São Paulo un amistoso con Argentina que terminó sin goles y donde fue expulsado.
En 1985, Grêmio ganó su primer Campeonato Gaúcho en cinco años. El jugador se perdió parte de este torneo como consecuencia de un desgarro y su puesto lo ocupó el juvenil Valdo Filho, quien ofreció un rendimiento muy alto. Cuando se recuperó, Valdo se trasladó a la punta izquierda. En la última fecha, donde vencieron a Internacional, tanto Portaluppi como el colectivo expusieron un buen rendimiento. Rubens Minelli, conocido por sus críticas hacia los futbolistas irreverentes, dijo tiempo después que «Grêmio ganó ese torneo porque a Renato Gaúcho lo operaron y estuvo dos meses sin jugar. Él era una mierda para el grupo». Disputó ocho encuentros y anotó cuatro tantos en el torneo nacional, donde su equipo terminó en la vigesimotercera posición. Por otro lado, en la selección no jugó los primeros cinco enfrentamientos del año y su vuelta se produjo el 2 de junio ante Bolivia, en eliminatorias a la Copa Mundial de Fútbol de 1986. Concluyó esa temporada con cinco participaciones internacionales y tuvo un papel fundamental en los partidos clasificatorios.

#### 1986-1991
En 1986, su equipo quedó decimosexto en la tabla de posiciones de la liga brasileña, donde el futbolista disputó veinte partidos y convirtió dos goles. En el campeonato estatal, volvieron a salir campeones. Se retomó la idea de posicionarlo de centrodelantero y, en esta oportunidad, mostró un buen rendimiento: «El astro de Grêmio ya no es el mismo; ataca como centrodelantero, anota goles y hasta cubre el espacio que dejan los laterales», escribió Jones Lopes da Silva en Placar. En la preparación a la Copa Mundial de ese año, que se llevó a cabo a México, la selección brasileña jugó siete amistosos, de los que Portaluppi disputó tres. Fue convocado, a pesar de que en febrero casi había perdido su lugar en la lista debido a que asistió a una fiesta, donde también estuvieron amigos suyos y compañeros de selección, en la que se alcoholizó. Uno de los factores que hizo que el seleccionador Telê Santana cambiara de parecer fue la intervención de Leandro. El entrenador, no obstante, les advirtió que ante otro acto de indisciplina, los expulsaría del plantel. Antes de viajar a México, Portaluppi se marchó del hotel donde se hospedaban y salió de fiesta por la ciudad; Telê lo descubrió y lo excluyó. Después de esto, Leandro se solidarizó con él y se rehusó a viajar. A las pocas semanas, Portaluppi dijo en una entrevista: 

[Telê] es un estúpido. Terminó echando a los tres extremos que había llamado y se fue derrotado de México [...] Nunca más aceptaría su llamado. Es el único hombre que odio.

La exigencia a la que estaba sujeto a causa de los fanáticos de Grêmio derivó en su fichaje por Flamengo, donde pudo cumplir su anhelo de jugar con Zico. A pesar de que llevaba tres meses inactivo, se pagaron 11,8 millones de cruceiros por su pase. Debutó el 22 de febrero de 1987, en un empate a dos goles con Uberlândia. El 15 de marzo, durante un enfrentamiento por competición estatal contra Portuguesa, se lesionó el pie derecho. Diez días después, disputó un partido contra Mesquita, pero se resintió y pasó dos meses en recuperación. A pesar de las lesiones y flojas actuaciones, gradualmente recuperó su nivel y se convirtió en una de las figuras del equipo. Jugó la final del Campeonato Carioca, un título de especial importancia para él, pero Flamengo perdió con Vasco da Gama. Ganaron el campeonato brasileño, donde vencieron a Internacional en el partido definitorio, y Portaluppi disputó dieciocho partidos y convirtió dos goles. Ese campeonato se llamó Copa União y lo organizaron los clubes más poderosos del país, mientras que la Confederación Brasileña llevó a cabo un torneo aparte donde participaron clubes de menor jerarquía. El futbolista quedó tercero en la votación a Deportista del año para los lectores de Placar, ganó la Bola de Ouro y formó parte de la Bola de Prata. Ese año, ya con Carlos Alberto Silva como seleccionador, no jugó ningún partido y no fue convocado a la Copa América de Argentina. El vicepresidente de la CBF, Nabi Abi Chedid, apoyó la decisión y tildó de irresponsable al jugador.
En 1988, tuvo una participación en un partido contra America por Taça Guanabara que le valió comparaciones con Garrincha, en un torneo que corresponde a la primera fase del Campeonato Carioca y ganaron. Además, jugaron la final de la competición regional, que perdieron con Vasco da Gama, y el futbolista marcó diez goles. Tras esto, como había anticipado el presidente Dino Viola, la A. S. Roma lo fichó por 2,7 millones de dólares, aun cuando el club argentino River Plate había ofrecido más dinero. A su llegada, el entrenador Nils Liedholm hizo mención del nivel de su jugador y dijo que «solo es superado por Gullit». En sus primeros partidos tuvo buenas actuaciones y se hizo con la titularidad, pero sufrió tres desgarros musculares en un período de entre cuatro y cinco meses, lo que lo dejó afuera de algunas convocatorias y dificultó su adaptación. Ante esta situación, Liedholm apostó por una delantera conformada por Rudi Völler y Ruggiero Rizzitelli. Durante su estancia, el brasileño jugó veintitrés partidos de liga, en los que no anotó. También, disputó un encuentro de eliminación directa de Serie A y seis por Copa Italia, donde marcó tres goles. En la Copa de la UEFA, jugó tres partidos y le convirtió un tanto al Núremberg en una de sus mejores actuaciones en el equipo italiano, en la vuelta de los treintaidosavos de final, pero fue expulsado. La Roma tuvo una mala temporada y, años después, el jugador acusó a sus compañeros Giuseppe Giannini y Daniele Massaro de boicotearlo, bajo el alegato de que no le pasaban el balón. Giannini, por su parte, respondió que Portaluppi no colaboraba en defensa y llegaba ebrio a los entrenamientos.
En 1989, ya con Sebastião Lazaroni como seleccionador, Portaluppi volvió a formar parte de las convocatorias de Brasil. Su regreso se produjo el 21 de junio, en un amistoso contra Suiza que terminó en derrota por 1-0. Los primeros partidos bajo la gestión de Lazaroni tuvieron un saldo negativo, y a eso se sumó la exclusión de Charles Fabian, una de las máximas figuras del fútbol brasileño de ese entonces, a la Copa América. En su lugar, se apostó por otros delanteros, como Portaluppi. La selección ganó el certamen, que no obtenía en cuarenta años, y el jugador disputó cinco partidos, uno de titular, aunque no jugó la final.
Después de su infructuoso paso por el fútbol italiano, regresó a Flamengo, donde encabezó la delantera junto con Bobô y Gaúcho, y obtuvo la Copa de Brasil de 1990. Esta última, que no disputaban muchos clubes puesto que era un torneo prácticamente nuevo, la ganaron tras derrotar en la final a Goiás por resultado global de 1-0. Portaluppi pudo jugarla a partir de los cuartos de final, ya que las primeras rondas coincidieron con la Copa Mundial de Fútbol de Italia. En la Supercopa Sudamericana, donde Argentinos Juniors los dejó afuera, jugó únicamente el partido de vuelta de octavos de final, que perdieron en penales. En el torneo brasileño, en el que su club quedó a mitad de tabla, disputó dieciséis partidos y marcó seis tantos. En cuanto a la selección, lo convocaron a la Copa del Mundo, donde solo jugó los octavos de final contra Argentina, que inició en el banco de suplentes y donde perdieron por 1-0. Además de ese partido, ese año únicamente participó en un amistoso no oficial frente a un combinado español.
En 1991, tras no renovar su contrato y acusaciones de indisciplina de por medio, fichó por Botafogo, rival directo de Flamengo. Su equipo tuvo un buen comienzo en el Campeonato Carioca y Portaluppi realizó declaraciones incisivas contra los dirigentes de su club anterior, pero Flamengo finalmente ganó el título. Botafogo quedó en la duodécima posición y el jugador jugó quince partidos y convirtió cuatro goles en la Série A, aunque ofreció un pobre rendimiento respecto a lo esperado por la afición. A mediados de temporada regresó a Grêmio, descendido a Segunda División, en calidad de cedido y, para ello, accedió a recibir su sueldo cuando el club se desendeudara. En la Supercopa Sudamericana perdieron con River Plate en octavos de final, por penales. Llegaron a las finales de la Copa de Brasil, donde los venció Criciúma, y del Campeonato Gaúcho, pero perdieron Internacional. Portaluppi marcó un total de 74 goles y participó en 262 partidos entre su primera y su segunda etapa en Grêmio, club donde más jugó en su carrera. Por otra parte, disputó la Copa América de Chile, en la que jugó seis encuentros y le marcó un gol a Colombia en la segunda fase. En la tabla final quedaron segundos, y el jugador cerró el año en su selección con nueve partidos y dos goles.

#### 1992-1999
En enero de 1992, regresó a Botafogo y se convirtió en una de las figuras del equipo en el Brasileirão, donde disputó la final contra Flamengo, en la que su club perdió por 3-0 en la ida. Portaluppi recibió críticas después del encuentro, en virtud de su asistencia a la celebración de los jugadores rivales; lo sancionaron y Vivinho lo reemplazó en la vuelta, que terminó empatada a dos goles. El periodista Cícero Mello explicó que el jugador fue a la fiesta debido a una apuesta con su amigo Gaúcho y que, a raíz de las críticas, decidió abandonar el club. De todos modos, el presidente Emil Pinheiro estaba en contra de que continuara en el equipo, a diferencia del entrenador Gilberto Alves y del plantel. En esa temporada jugó veintidós encuentros de Série A y anotó seis goles, en total disputó 48 partidos y convirtió veinte tantos en el club, y volvió a integrar la Bola de Prata. Posteriormente, lo transfirieron a Cruzeiro, donde ganó el Campeonato Mineiro, del que fue segundo máximo goleador, y la Supercopa Sudamericana, en la que vencieron a Racing Club en la final por resultado global de 4-1. En esta edición, tuvo una destacada actuación en un partido ante Atlético Nacional, al que le marcó cinco goles. Portaluppi terminó como goleador del torneo y formó parte del Equipo Ideal de América. Su paso por ese club abarcó cuatro meses y medio, lo que describió como «una luna de miel», y anotó dieciocho goles en la misma cantidad de encuentros. En su selección, disputó seis amistosos y convirtió dos goles.
En la temporada 1993 regresó a Flamengo, donde jugó seis partidos y marcó cuatro goles en la Supercopa Sudamericana, que perdieron contra São Paulo en la final. En la edición de ese año del Torneo Río-São Paulo, durante un encuentro ante Fluminense que terminó en derrota por 3-2, tuvo una pelea con su compañero Djalminha que derivó en la expulsión de este último del club. En dicha competición, quedaron terceros en el grupo B, por lo que no accedieron a la fase siguiente. En el Campeonato Carioca, donde su equipo quedó tercero, el brasileño marcó siete goles. En el campeonato brasileño, participó en doce partidos y marcó cuatro goles, y Flamengo quedó en la octava posición. En copa nacional, llegaron hasta la semifinal y Grêmio los venció. Portaluppi fue titular en la mayoría de partidos de Copa Libertadores, donde jugó nueve veces y anotó tres goles, y el club carioca perdió en cuartos de final con São Paulo. No lo convocaron a la Copa América y jugó su último encuentro para la selección el 16 de diciembre de ese año, un amistoso frente a México disputado en Guadalajara que terminó 1-0 a su favor. Como internacional, jugó 41 partidos y anotó cinco tantos. En 1994, se unió a Atlético Mineiro, donde tuvo un breve paso. Sufrió algunas lesiones y fue partícipe del llamado «Selegalo», un rotundo fracaso para el equipo dado que, al tener muchos jugadores de renombre, se había generado una alta expectativa y, sin embargo, no se encontró un estilo de juego definido. Tiempo después, Portaluppi opinó que el pobre funcionamiento radicó en el alto promedio de edad del plantel. A Valdir Espinosa lo reemplazó Levir Culpi, que usó un esquema 4–4–2 donde combinó en la delantera la experiencia de Portaluppi y la juventud de Reinaldo. El jugador disputó quince partidos y marcó cuatro goles.
En 1995, fue transferido a Fluminense, con el que ganó el Campeonato Carioca, donde jugó veinte partidos y marcó cinco tantos. Flamengo era el mayor candidato a ese título ya que, además de transcurría el centésimo aniversario de su fundación, había contratado a Romário, en ese entonces uno de los mejores jugadores del mundo, y a otros futbolistas de alto nivel. Fluminense, por otro lado, solamente había fichado a Aílton Ferraz, proveniente del campeonato japonés, y a Portaluppi, que no se encontraba en su mejor forma. En los primeros partidos, el jugador se lesionó en la pantorrilla y no se recuperó sino hasta la segunda fase, donde anotó su primer gol para Fluminense en una victoria por 3-1 sobre Flamengo. El 25 de junio, su equipo jugó la final frente a dicho club y Portaluppi marcó dos goles, uno de ellos el llamado Gol de Barriga, en un triunfo por 3-2. Ese célebre gol provino de un disparo de Aílton y un fallido despeje del defensor Jorge Luiz, quien rozó el balón y se lo entregó a Portaluppi, que anotó con su vientre. Renato Gaúcho se convirtió en un ídolo y en la estrella de ese equipo, que obtuvo el campeonato después de una década. Además, se vistió con el traje de Rei do Rio —mote que lo acompañaría durante el resto de su carrera— para la portada del periódico O Globo. Diez días después, participó en la Copa dos Campeões Mundiais, donde representó a Grêmio, que era dirigido por Luiz Felipe Scolari, en un encuentro amistoso contra Flamengo que terminó 2-0 a su favor. En el torneo local encabezaron su grupo en la primera fase, de modo que clasificaron a la semifinal. En la segunda fase, sin embargo, se relajaron y los resultados fueron negativos. En la ida de la semifinal, Portaluppi anotó un gol en la victoria por 4-1 sobre Santos en el Maracaná, pero en la vuelta su equipo perdió por 5-2 y quedó eliminado.
Comenzó la temporada 1996 anotando catorce goles en el Campeonato Carioca y su equipo obtuvo la cuarta plaza, que los clasificó a la Copa de Brasil, donde los derrotaron en octavos de final. Después de esto, sufrió una lesión en la rodilla derecha que lo dejó inactivo por diez meses, y el club entró en una crisis que hizo que el jugador fuera nombrado entrenador interino durante unos partidos. Si bien en ese campeonato debieron haber descendido, la CBF agregó más cupos al torneo siguiente, por lo que Fluminense se mantuvo en Primera División. En la temporada posterior, como los resultados se mantuvieron de la misma manera, el jugador mostró interés en desvincularse del club e irse de Río de Janeiro. Uno de sus motivos era la deuda salarial, que se extendía a dos años y de la que intentaron pagarle el 20 % —aproximadamente 1,3 millones de reales—, pero Portaluppi pedía al menos el 40 %. En febrero, fue presentado como refuerzo de São Paulo antes de firmar, pero Flamengo y Atlético Mineiro también entraron en negociaciones. En Fluminense, jugó 71 partidos y convirtió 26 tantos.
A mediados de ese año, a pesar de la tensa relación con el club, regresó a Flamengo, a los 35 años. Sérgio Garcia, periodista de Placar, señaló que Portaluppi compensó su notoria pérdida de condición física con inteligencia dentro del campo, propia de la veteranía. El jugador disputó la final de la Copa de Brasil, que perdió con Grêmio en el Maracaná. En el campeonato nacional, donde su equipo terminó quinto, le anotó un gol a Grêmio con la rodilla en una victoria por 3-2, en un partido reprogramado entre la fecha 20 y la 21. Además, disputó la Supercopa Sudamericana, en la que jugó los tres primeros partidos y le marcó un gol a São Paulo en una victoria por tres goles a dos. Flamengo fue eliminado en fase de grupos, tras un saldo de dos triunfos, un empate y tres derrotas. En 1998, en copa nacional, cayeron en octavos de final contra Vitória en una goleada por 5-0, uno de los «mayores fiascos» del club en su historia en ese torneo. A mediados de ese año, se fue de Flamengo, donde en todas sus etapas disputó 213 encuentros y anotó 68 goles. El 30 de enero de 1999, cuando llevaba seis meses de inactividad, se hizo oficial su llegada a Bangu, que tenía el objetivo ganar el Campeonato Carioca después de treinta y tres años. Firmó por tres meses, le pagaron 120 000 reales y el club le permitió entrenar solamente en sesiones con el plantel. El jugador estuvo de acuerdo, dado que de esa manera «disminuiría el riesgo de lesionarse». Disputó la pretemporada, en la que marcó tres goles, pero en los partidos oficiales no logró resaltar. El equipo quedó octavo en el torneo regional y Portaluppi jugó siete partidos. Paralelamente, comenzó a trabajar de representante de futbolistas como Bandoch o Tinga. Su paso por el equipo resultó ser un éxito de mercadotecnia, pero sus problemas de lesión en la pantorrilla marcaron su retiro.

### Entrenador

#### 2000-2010
En 1996 tuvo su primera experiencia como entrenador cuando asumió de forma interina en Fluminense, donde era jugador. Dirigió hasta el año siguiente en siete encuentros, de los cuales ganó tres y perdió cuatro, lo que llevó al club a descender de categoría. Después de esto, intentó que Fluminense se mantuviera en primera división encabezando el movimiento Reage, Flu, mediante el que incitó a los aficionados a apoyarlos y pidió la intervención del Clube dos 13. El presidente de Vasco da Gama Eurico Miranda se pronunció a favor, pero los dirigentes de Fluminense negaron estar involucrados y aceptaron el descenso. En los siguientes años, a pesar de su popularidad en el ámbito futbolístico, no le fue sencillo encontrar trabajo como director técnico. Su gerente, Bris Belga, explicó que esto ocurrió porque Portaluppi solo recibía ofertas de clubes que no eran de Río de Janeiro, y el aceptarlas «lo alejaría del futvóley y la bebida». Más tarde, Belga empezó a trabajar en el club carioca Madureira y le recomendó al presidente Elias Duba que contratara a Portaluppi, lo que hizo, pero no se discutió sobre un estilo de juego a seguir. Su primer partido tuvo lugar el 21 de enero de 2001 en la primera jornada del Campeonato Carioca, donde derrotaron por 2-1 al campeón local Vasco da Gama. Dejó a Madureira en el séptimo lugar del torneo estatal y en su gestión transcurrieron dieciséis partidos: cinco victorias, dos empates y nueve derrotas. Tras estos malos resultados, abandonó el cargo ese año.
En 2002, regresó a Fluminense y su debut ocurrió el 4 de septiembre en un encuentro frente a Flamengo, en una derrota por 5-2 en el Brasileirão. Más tarde, eliminaron de este torneo a São Caetano, un equipo que estaba teniendo un buen desempeño, en cuartos de final. En la semifinal, que su asistente Ricardo Rocha dirigió en su lugar debido a una suspensión, perdieron con Corinthians dado que el resultado global de 3-3 le dio ventaja a sus rivales, que habían obtenido más puntos en la primera fase. En el siguiente año alcanzaron la final del Campeonato Carioca, donde Vasco da Gama los derrotó por resultado global de 4-2, y el rendimiento fue bueno. En el esquema 4–4–2 destacaba la dupla de centrocampistas centrales, Marciel y Marcão, el mediapunta Carlos Alberto, a quien se le hacía sencillo llegar al área rival, y el lateral derecho Jancarlos, que cumplía una función mayormente ofensiva. En su segundo año tuvo dos periodos, separados por veinte partidos en los que dirigieron Gilson Gênio y después Joel Santana. Portaluppi registró 31 triunfos, 16 empates y 25 derrotas.
En 2005 fichó por Vasco da Gama, que estaba ubicado en la penúltima posición de la Série A, y su primer partido tuvo lugar el 21 de julio, en un triunfo por 3-2 sobre Santos por la decimotercera fecha de la liga. Portaluppi puso en práctica un equipo basado mayormente en el rendimiento individual de Romário que terminó duodécimo, a dos puntos de los puestos internacionales. El Campeonato Carioca abrió la temporada siguiente, donde Vasco da Gama terminó en el noveno lugar de la tabla final, mientras que llegaron a la final de la Copa de Brasil y Flamengo los venció mediante un marcador global de 3-0. Asimismo, disputaron la primera fase de la Copa Sudamericana, en la que los eliminó Corinthians por un global de 4-1, y salieron sextos en el campeonato local, por lo que accedieron a Copa Sudamericana. Ese año, Placar premió el trabajo de Portaluppi cuando lo eligió Segundo mejor entrenador del país, tras Muricy Ramalho. En 2007 jugaron la copa nacional, donde no pudieron defender el título al perder con Gama, club de segunda división, y la Taça Río, en la que Botafogo los dejó afuera en tanda de penales. La temprana eliminación en el campeonato estatal y su mala relación con Romário, a quien criticó porque su «obsesión con marcar su milésimo gol» estaba perjudicando al equipo, marcaron la salida de Portaluppi. En un año y nueve meses, donde llevó a cabo un trabajo con altibajos, disputó 124 partidos y obtuvo 57 victorias, 37 empates y 30 derrotas.

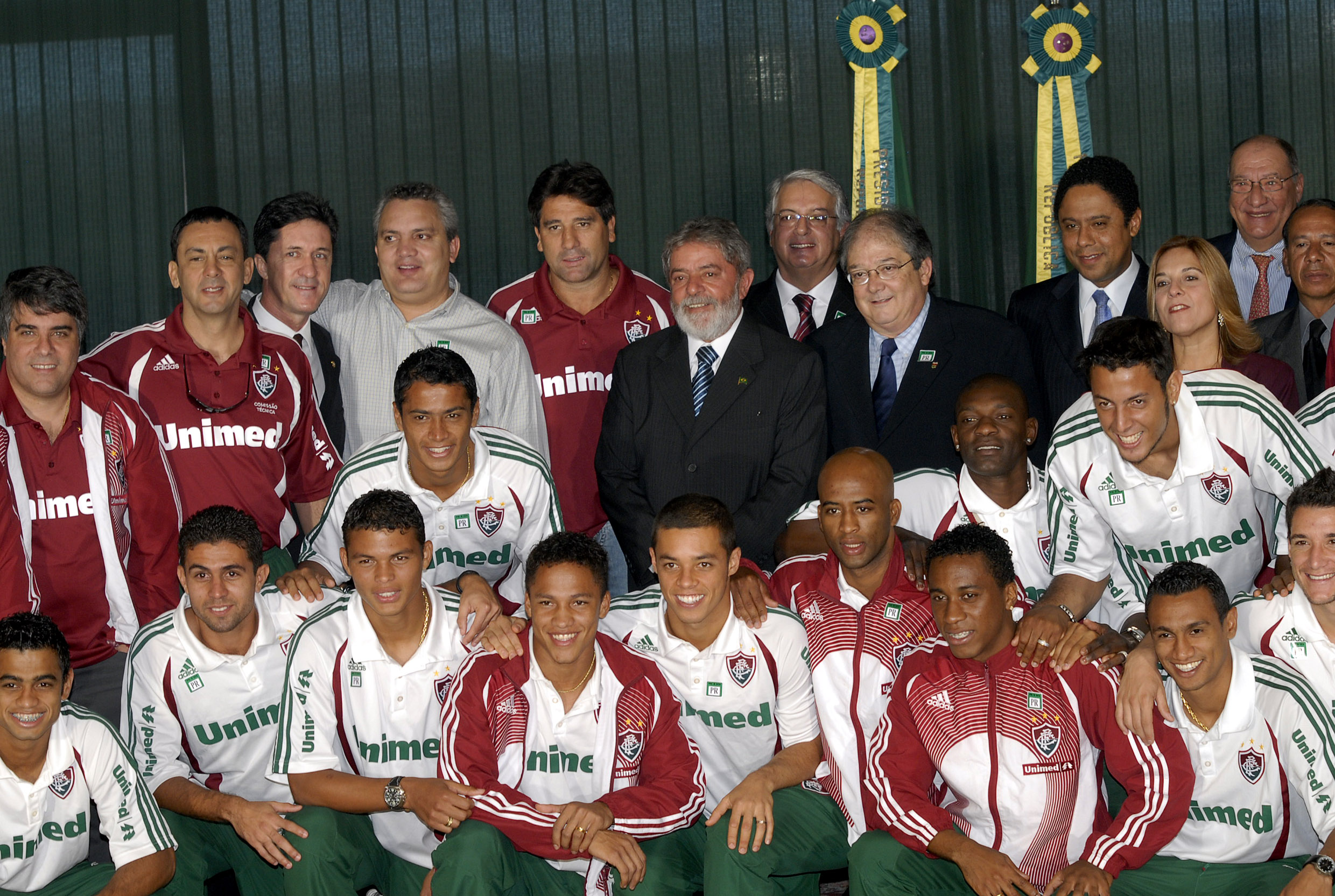
Miembros del cuerpo técnico —Portaluppi en la fila de arriba, octavo de derecha a izquierda— y del plantel de Fluminense reunidos con el presidente Lula da Silva el 30 de julio de 2007, poco después de ganar la Copa de Brasil

El 24 de abril de 2007, once días después de su salida de Vasco da Gama, firmó por un año y medio con Fluminense. En los primeros meses de gestión, se proclamó campeón de la Copa de Brasil tras derrotar a Figueirense en la final, lo que le permitió al club clasificar a la Copa Libertadores por primera vez en veintitrés años. Por otra parte, Fluminense logró el cuarto puesto del campeonato local. Al año siguiente, llegaron a la final de la Taça Río, que perdieron con Botafogo por 1-0. El club realizó importantes fichajes de cara a la Copa Libertadores, donde Portaluppi apostó por un estilo de juego atractivo y utilizó una formación 4–3–2–1, con el mediapunta Cícero de volante central. En fase de grupos, Fluminense derrotó a Arsenal por 6-0, la victoria más amplia de un equipo brasileño sobre uno argentino en el torneo, y en las rondas finales eliminó a Atlético Nacional, São Paulo y Boca Juniors. En la final se enfrentaron con Liga de Quito y, tras perder por 4-2 en Ecuador y ganar por 3-1 de local, sus rivales obtuvieron el triunfo en tanda de penales. Portaluppi dijo que su equipo se vio perjudicado por errores arbitrales y que esa derrota le resultó especialmente dura. Un mes y medio después, con Fluminense en la penúltima posición de la Série A, lo despidieron. En total, sumó 44 victorias, 26 empates y 26 derrotas.
El 18 de septiembre de 2008, se confirmó su regreso a Vasco da Gama, en reemplazo de Tita. Portaluppi dirigió un entrenamiento y su debut tuvo lugar tres días más tarde, en una derrota ante Palmeiras por 2-0 que mantuvo a su equipo en zona de descenso. Su primera victoria en el Brasileirão llegó el 22 de octubre, cuando venció a Goiás por marcador 4-2 en condición de visitante, lo que dio fin a una racha de nueve encuentros sin ganar. Sin embargo, a inicios de diciembre el equipo perdió con Vitória y descendió por primera vez en su historia, por lo que Portaluppi perdió su cargo. El entrenador criticó a la dirección deportiva al declarar que había «muchas situaciones erradas en el club», y dirigió trece encuentros: cuatro victorias, dos empates y siete derrotas. El 20 de julio de 2009, se confirmó su regreso a Fluminense, que estaba en zona de descenso. Dirigió a partir de la decimotercera fecha del torneo local, debutó en un encuentro frente a Atlético Mineiro y en sus primeros tres partidos no obtuvo resultados favorables. A los cuarenta días, renunció después de doce encuentros, en los que consiguió cinco empates, seis derrotas y solo un triunfo. El 13 de diciembre, el presidente Marcelo de Oliveira Guimarães Filho lo anunció como entrenador de Bahia, club de segunda división. Una de sus primeras decisiones fue dejar en el plantel a Ávine, Marcone Cena y Ananias, que figuraban entre los jugadores a transferir, y estos eventualmente tuvieron un buen rendimiento. Al poco tiempo, tras dos derrotas consecutivas y no encontrar un buen juego, la prensa local informó que Portaluppi se encontraba «en la cuerda floja». Los directivos no lo despidieron pero sí intervinieron, ya que le sugirieron algunas modificaciones. Un mes después, el rendimiento general mejoró y el equipo accedió a segunda fase en el Campeonato Baiano, donde logró el segundo puesto, y tuvo una racha de victorias que llegó a su fin el 1 de julio, cuando Icasa los goleó por 4-0. Portaluppi dirigió hasta la decimotercera jornada del torneo nacional, en el que Bahia ascendió posteriormente, y consiguió veintisiete triunfos, diez empates y ocho caídas. En agosto, abandonó su cargo para convertirse en el director técnico de Grêmio.

#### A partir de 2010
Portaluppi se hizo con la dirección técnica de Grêmio en medio de una crisis deportiva, con el equipo en decimoctava posición en el campeonato nacional, y su primer partido tuvo lugar aun cuando no había participado en ningún entrenamiento, el 12 de agosto de 2010 en una derrota contra Goiás por 2-0 en la vuelta de segunda fase de Copa Sudamericana, la cual los dejó afuera. Tres días después, debutó en liga también ante Goiás, aunque en esta oportunidad su equipo obtuvo un triunfo por 2-0 que los hizo salir de zona de descenso. El entrenador presentó una formación 3–6–1 y el equipo mostró un buen trabajo en presión y fue, en general, muy superior a su rival. Para finales de año, Grêmio quedó cuarto en Série A y clasificó a la Copa Libertadores tras la victoria de Independiente frente a Goiás en la final de Copa Sudamericana, mientras que Portaluppi registró una efectividad del 68 % en el torneo. Al año siguiente participaron en el Campeonato Gaúcho, que estuvo compuesto por una primera fase, conocida como Taça Piratini, y una segunda, la Taça Farroupilha. El conjunto portoalegrense fue campeón de la Taça Piratini al derrotar por penales a Caxias en la final, lo que permitió que Portaluppi alineara suplentes durante la segunda ronda, y llegó hasta la final del Campeonato Gaúcho, donde perdió con Internacional por penales. En Copa Libertadores, ocuparon el segundo lugar de su grupo, a tres puntos de Junior de Barranquilla, y clasificaron a octavos de final. En dicha ronda, se enfrentaron con Universidad Católica; en la ida, cayeron por 2-1 en condición de local, y en la vuelta, donde Portaluppi no pudo contar con siete titulares y propuso un juego muy ofensivo que no surtió efecto, también perdieron. En liga, el entrenador se hizo cargo del equipo hasta la séptima fecha, dejó al equipo en la duodécima posición, con ocho puntos, y dimitió el 29 de junio, luego de un empate a dos goles con Avaí. En la segunda temporada con Portaluppi los resultados empeoraron, algo que, además de la tensa relación entre él y la directiva comandada por Paulo Odone, marcó su salida. Dirigió 66 encuentros, con un balance de 34 victorias, 16 empates y 16 derrotas.
Menos de una semana después, el 5 de julio, reemplazó a Adílson Batista como entrenador de Athletico Paranaense, que solamente había obtenido un punto en siete jornadas y estaba último en el campeonato. Renato Gaúcho cobró unos 350 000 reales al mes, el salario más alto en la historia del club hasta ese entonces. Su debut se produjo el 9 de julio en un duelo contra Avaí, que también estaba en zona de descenso, que terminó sin goles. Después de eso, el club estuvo siete partidos sin perder en liga e hizo trece puntos, aunque Portaluppi nunca estuvo conforme con la plantilla que tenía, dado que creía que faltaba un delantero centro. El entrenador consideró que la participación en la Copa Sudamericana era secundaria, así que usó suplentes en la eliminatoria contra Flamengo, que los terminó eliminado. El 1 de septiembre, después de una derrota contra Atlético Mineiro y de no poder salir de zona de descenso, Portaluppi renunció a su cargo, lo que le adjudicó al cansancio acumulado. Dirigió catorce partidos: cuatro victorias, cinco empates y cinco derrotas.

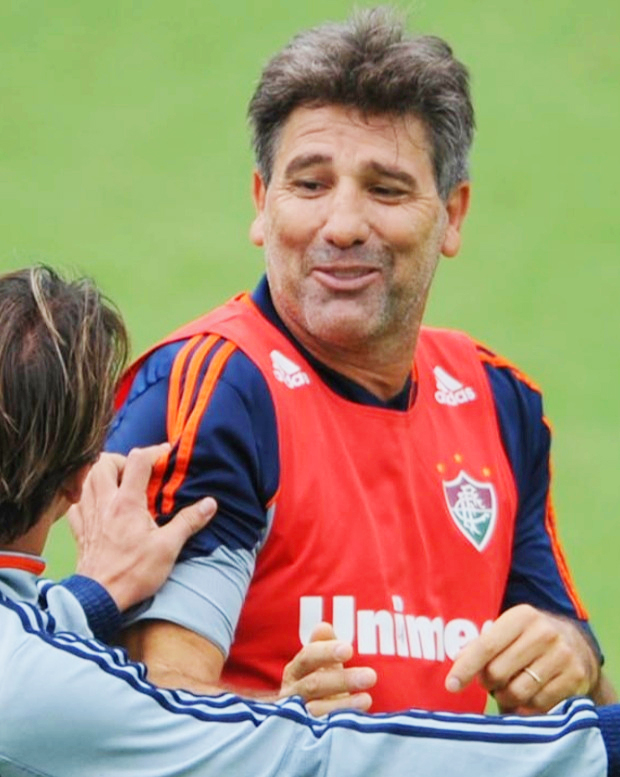
Portaluppi durante un entrenamiento de Fluminense en marzo de 2014

En 2012 y 2013, fue parte del plantel de la selección brasileña de futvóley en dos ediciones de la Copa del Mundo de ese deporte, que la juegan equipos de cuatro integrantes, y ganó ambas. El 1 de julio de 2013, regresó a Grêmio, esta vez sustituyendo a Vanderlei Luxemburgo. Portaluppi asumió pasada la quinta jornada del Brasileirão y, mediante un estilo de juego poco vistoso pero efectivo en cuanto a los resultados, el equipo alcanzó los primeros puestos. En ocasiones, utilizó un esquema con tres zagueros centrales y tres centrocampistas defensivos. A pesar de que quedaron segundos en el campeonato local, a nueve puntos de Cruzeiro, a final de año no le fue renovado el contrato y Enderson Moreira tomó su lugar. Se mantuvo en el puesto durante 39 encuentros, en los que consiguió diecisiete victorias, doce empates y diez caídas.
El 24 de diciembre, fue anunciado como entrenador de Fluminense para la temporada 2014. La decisión de ficharlo la tomó el presidente Peter Siemsen, a pesar de las sugerencias de los patrocinadores, que preferían a otros candidatos. El 2 de abril, Portaluppi fue destituido, tres días después de la eliminación en el Campeonato Carioca con Vasco da Gama en la semifinal. En su quinto ciclo, condujo al equipo en dieciocho partidos y sus resultados fueron nueve victorias, cinco empates y cuatro derrotas. Los siguientes dos años los dedicó a jugar futvóley.
El 18 de septiembre de 2016, asumió como entrenador de Grêmio por tercera vez. Ese año, ganó la Copa de Brasil, el primer título nacional del club en quince años. En el Brasileirão, quedó octavo. El siguiente año, si bien recurrió en mayor medida a suplentes, consiguió la cuarta posición en el campeonato local y perdió en la semifinal del Campeonato Gaúcho, frente a Novo Hamburgo en los penales. También llegó hasta la semifinal de la Copa de Brasil, donde fue eliminado por Cruzeiro en penales. Por otra parte, ganó la Copa Libertadores y se convirtió en el primer brasileño en ganarla como jugador y entrenador. Formó al equipo a base del jogo bonito, algo poco usual en el fútbol brasileño en ese entonces. El director deportivo André Zanotta estableció que ese estilo de juego no era lo que el entrenador buscaba, sino que era fruto de los buenos futbolistas que tenía. Después del título, varios jugadores titulares se marcharon y, en vez de fichar refuerzos correspondientes, Portaluppi optó por modificar algunas posiciones para no perder solidez. Recibió el premio a mejor director técnico de esa edición de la Copa Libertadores y el premio Goal Brasil al mejor entrenador del Brasileirão. Se clasificó al Mundial de Clubes, donde perdieron en la final con el Real Madrid.
A comienzos de 2018, se disputó la Recopa Sudamericana, en la que Grêmio derrotó a Independiente en los penales. Después de esto, Portaluppi quedó segundo en la lista de mejores entrenadores del mundo para el Ranking Mundial de Fútbol, y solo fue superado por Zinedine Zidane. Ese año, le ganó la final del Campeonato Gaúcho a Brasil de Pelotas, en un torneo que no se ganaba desde hacía siete años y donde fue elegido mejor entrenador. En la Copa Libertadores, fueron eliminados en instancia de semifinal por River Plate, primero ganaron en el Estadio Antonio Vespucio Liberti por 1 a 0, pero de local perdieron por 2 a 1, a nueve minutos del final. En el Brasileirão, obtuvieron nuevamente la cuarta plaza, mientras que en la Copa de Brasil fueron derrotados en los cuartos de final por Flamengo.

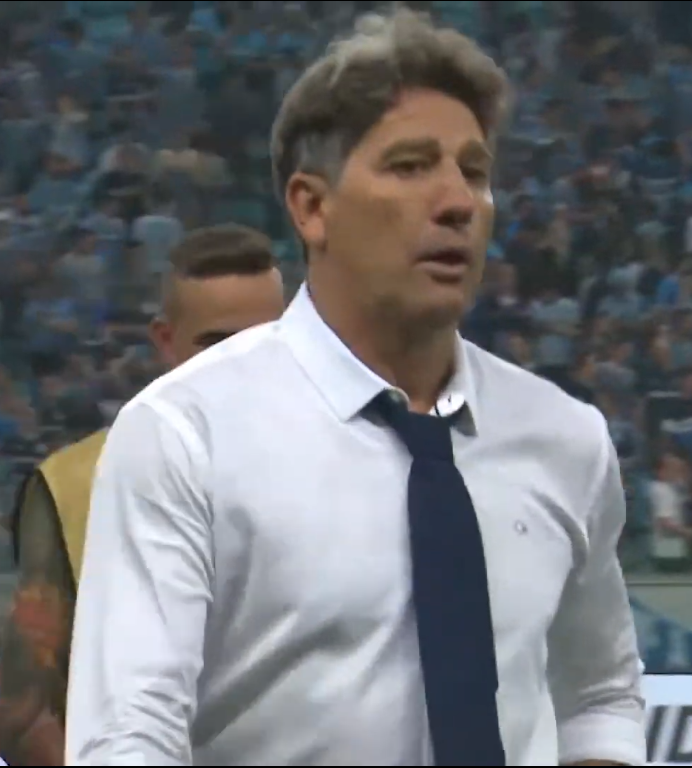
Portaluppi en la Copa Mundial de Clubes de la FIFA 2017

En 2019, el club mandó a construir, en su honor, una estatua de 4,10 metros ubicada en los alrededores del Arena do Grêmio. Esa temporada, su equipo obtuvo la cuarta plaza en el campeonato brasileño, y en la copa nacional, perdieron con Athletico Paranaense en la semifinal, en tanda de penales. En cuanto al rendimiento regional, ganaron la Recopa Gaúcha, donde derrotaron por 6 a 0 a E. C. Avenida, en un partido donde «se mostraron comprometidos, redujeron los espacios [...] y tuvieron una posesión de balón abrumadora»; y también obtuvieron el Campeonato Gaúcho, donde vencieron a Internacional en penales y fue elegido Mejor entrenador. Por otro lado, accedieron por tercera vez consecutiva a instancia de semifinales en Copa Libertadores, donde se enfrentaron a Flamengo. Este duelo llamó la atención, entre otros factores, debido a las provocaciones de Portaluppi hacia el técnico portugués Jorge Jesus. En el partido de ida, empataron a un gol y, en la vuelta, perdieron por 5-0, la derrota más abultada del club en ese torneo.
El 19 de enero de 2020, su equipo perdió la Recopa Gaúcha ante Brasil de Pelotas en tanda de penales. El 6 de marzo, llegó a los 1 264 días en su cargo y se convirtió en el entrenador que más tiempo dirigió a un mismo club brasileño desde Muricy Ramalho con São Paulo, en 2009. El 5 de agosto, su equipo ganó la segunda ronda del Campeonato Gaúcho tras derrotar en la final a Internacional por marcador de 2-0, por lo que clasificó a la final, donde venció a Caxias por resultado global de 3-2. Portaluppi se convirtió en el segundo entrenador en ganar tres veces seguidas el torneo, tras Oswaldo Rolla en la década de 1950. El equipo tuvo un mal rendimiento en el inicio de temporada y se especuló sobre la salida del entrenador, pero consiguió mejores resultados y, el 23 de noviembre, Portaluppi extendió su contrato por un año. El 15 de abril de 2021, luego de la eliminación en Copa Libertadores ante Independiente del Valle, en la que no pudo estar presente porque enfermó de COVID-19, lo despidieron. En su tercera etapa dirigió en 308 partidos, de los que ganó 161, empató 82 y perdió 65.
El 10 de julio de 2021, fichó por Flamengo, que a su llegada estaba duodécimo en el campeonato nacional.
El 1 de septiembre de 2022 fue anunciado como entrenador de Grêmio por cuarta vez, en reemplazo de Roger Machado, y con la meta de volver al Brasileirao. En diciembre de 2024, y luego de dos temporadas, el club prescindió de sus servicios, tras desencadenarse una serie de malos resultados.

## Estadísticas

### Jugador

#### Clubes
| Club             | País   | Año                                   | Partidos | Goles |
| ---------------- | ------ | ------------------------------------- | -------- | ----- |
| Esportivo        | Brasil | 1979                                  | 5        | 0     |
| Grêmio           | Brasil | 1982-1986, 1991                       | 262      | 74    |
| Flamengo         | Brasil | 1987-1988, 1989-1990, 1993, 1997-1998 | 213      | 68    |
| A. S. Roma       | Italia | 1988-1989                             | 33       | 4     |
| Botafogo         | Brasil | 1991-1992                             | 48       | 20    |
| Cruzeiro         | Brasil | 1992                                  | 18       | 18    |
| Atlético Mineiro | Brasil | 1994                                  | 15       | 4     |
| Fluminense       | Brasil | 1995-1997                             | 71       | 26    |
| Bangu            | Brasil | 1999                                  | 7        | 0     |
| Total            | Total  | Total                                 | 672      | 214   |

#### Selección
| Brasil | 1983  | 0  | 0 | 6  | 1 | — | — | 6  | 1 |
| Brasil | 1984  | 2  | 0 | —  | — | — | — | 2  | 0 |
| Brasil | 1985  | 1  | 0 | 4  | 0 | — | — | 5  | 0 |
| Brasil | 1986  | 3  | 0 | —  | — | — | — | 3  | 0 |
| Brasil | 1987  | —  | — | —  | — | — | — | 0  | 0 |
| Brasil | 1988  | —  | — | —  | — | — | — | 0  | 0 |
| Brasil | 1989  | 2  | 0 | 5  | 0 | — | — | 7  | 0 |
| Brasil | 1990  | 0  | 0 | —  | — | 1 | 0 | 1  | 0 |
| Brasil | 1991  | 3  | 1 | 6  | 1 | — | — | 9  | 2 |
| Brasil | 1992  | 7  | 2 | —  | — | — | — | 7  | 2 |
| Brasil | 1993  | 1  | 0 | —  | — | — | — | 1  | 0 |
| Total | Total | 19 | 3 | 21 | 2 | 1 | 0 | 41 | 5 |
| (1) Incluye los partidos de la Copa América (1983, 1989 y 1991) y eliminatorias a la Copa del Mundo (1985). (2) Incluye los partidos de la Copa Mundial de Fútbol (1990). |       |    |   |    |   |   |   |    |   |

#### Resumen
| Competición | Partidos | Goles | Promedio |
| ----------- | -------- | ----- | -------- |
| Clubes      | 672      | 214   | 0,31     |
| Selección   | 41       | 5     | 0,12     |
| Total       | 713      | 219   | 0,31     |

### Entrenador
| Equipo                        | Div.                | Temporada           | Liga  | Liga | Liga | Liga | Liga |       | Copa | Copa | Copa | Copa  |    | Internacional | Internacional | Internacional | Internacional | Internacional |   | Otros | Otros | Otros | Otros |     | Totales     | Totales | Totales | Totales | Totales | Totales | Totales | Totales |
| Equipo                        | Div.                | Temporada           | Part. | G    | E    | P    | Pos. | Part. | G    | E    | P    | Part. | G  | E             | P             | Pos.          | Part.         | G             | E | P     | Part. | G     | E     | P   | Rendimiento | GF      | GC      | Dif.    |         |         |         |         |
| ----------------------------- | ------------------- | ------------------- | ----- | ---- | ---- | ---- | ---- | ----- | ---- | ---- | ---- | ----- | -- | ------------- | ------------- | ------------- | ------------- | ------------- | - | ----- | ----- | ----- | ----- | --- | ----------- | ------- | ------- | ------- | ------- | ------- | ------- | ------- |
| Fluminense · Brasil           | 1.ª                 | 1996                | 7     | 3    | 0    | 4    | 23.º | -     | -    | -    | -    | -     | -  | -             | -             | -             | -             | -             | - | -     | 7     | 3     | 0     | 4   | 42.86%      | 9       | 16      | -7      |         |         |         |         |
| Madureira · Brasil            | 3.ª                 | 2001                | -     | -    | -    | -    | -    | 16    | 5    | 2    | 9    | -     | -  | -             | -             | -             | -             | -             | - | -     | 16    | 5     | 2     | 9   | 35.42%      | 27      | 42      | -15     |         |         |         |         |
| Madureira · Brasil            | Total               | Total               | -     | -    | -    | -    | -    | 16    | 5    | 2    | 9    | -     | -  | -             | -             | -             | -             | -             | - | -     | 16    | 5     | 2     | 9   | 35.42%      | 27      | 42      | -15     |         |         |         |         |
| Fluminense · Brasil           | 1.ª                 | 2002                | 22    | 12   | 2    | 8    | 1/2  | -     | -    | -    | -    | -     | -  | -             | -             | -             | -             | -             | - | -     | 22    | 12    | 2     | 8   | 57.58%      | 39      | 41      | -2      |         |         |         |         |
| Fluminense · Brasil           | 1.ª                 | 2003                | 28    | 10   | 6    | 12   | 19.º | 21    | 9    | 7    | 5    | 1     | 0  | 1             | 0             | 2ªF           | -             | -             | - | -     | 50    | 19    | 14    | 17  | 47.33%      | 80      | 72      | +8      |         |         |         |         |
| Vasco da Gama · Brasil        | 1.ª                 | 2005                | 31    | 13   | 8    | 10   | 12.º | -     | -    | -    | -    | -     | -  | -             | -             | -             | -             | -             | - | -     | 31    | 13    | 8     | 10  | 50.54%      | 57      | 58      | -1      |         |         |         |         |
| Vasco da Gama · Brasil        | 1.ª                 | 2006                | 38    | 15   | 14   | 9    | 6.º  | 23    | 10   | 8    | 5    | 2     | 0  | 0             | 2             | 2ªF           | -             | -             | - | -     | 63    | 25    | 22    | 16  | 51.32%      | 102     | 85      | +17     |         |         |         |         |
| Vasco da Gama · Brasil        | 1.ª                 | 2007                | -     | -    | -    | -    | -    | 17    | 8    | 5    | 4    | -     | -  | -             | -             | -             | -             | -             | - | -     | 17    | 8     | 5     | 4   | 56.86%      | 47      | 25      | +22     |         |         |         |         |
| Fluminense · Brasil           | 1.ª                 | 2007                | 38    | 16   | 13   | 9    | 4.º  | 7     | 3    | 4    | 0    | -     | -  | -             | -             | -             | -             | -             | - | -     | 45    | 19    | 17    | 9   | 54.81%      | 68      | 46      | +22     |         |         |         |         |
| Fluminense · Brasil           | 1.ª                 | 2008                | 19    | 4    | 4    | 11   | Inc. | 18    | 12   | 3    | 3    | 14    | 9  | 2             | 3             | 2.º           | -             | -             | - | -     | 51    | 25    | 9     | 17  | 54.9%       | 95      | 64      | +31     |         |         |         |         |
| Vasco da Gama · Brasil        | 1.ª                 | 2008                | 12    | 4    | 2    | 6    | 18.º | -     | -    | -    | -    | 1     | 0  | 0             | 1             | 1ªF           | -             | -             | - | -     | 13    | 4     | 2     | 7   | 35.9%       | 17      | 26      | -9      |         |         |         |         |
| Vasco da Gama · Brasil        | Total               | Total               | 81    | 32   | 24   | 25   | -    | 40    | 18   | 13   | 9    | 3     | 0  | 0             | 3             | -             | -             | -             | - | -     | 124   | 50    | 37    | 37  | 50.27%      | 223     | 194     | +29     |         |         |         |         |
| Fluminense · Brasil           | 1.ª                 | 2009                | 10    | 1    | 3    | 6    | Inc. | -     | -    | -    | -    | 2     | 0  | 2             | 0             | Inc.          | -             | -             | - | -     | 12    | 1     | 5     | 6   | 22.22%      | 9       | 15      | -6      |         |         |         |         |
| Bahía · Brasil                | 2.ª                 | 2010                | 12    | 6    | 2    | 4    | Inc. | 37    | 21   | 8    | 8    | -     | -  | -             | -             | -             | -             | -             | - | -     | 49    | 27    | 10    | 12  | 61.9%       | 81      | 57      | +24     |         |         |         |         |
| Bahía · Brasil                | Total               | Total               | 12    | 6    | 2    | 4    | -    | 37    | 21   | 8    | 8    | -     | -  | -             | -             | -             | -             | -             | - | -     | 49    | 27    | 10    | 12  | 61.9%       | 81      | 57      | +24     |         |         |         |         |
| Grêmio · Brasil               | 1.ª                 | 2010                | 25    | 15   | 6    | 4    | 4.º  | -     | -    | -    | -    | 1     | 0  | 0             | 1             | 2ªF           | -             | -             | - | -     | 26    | 15    | 6     | 5   | 65.38%      | 53      | 26      | +27     |         |         |         |         |
| Grêmio · Brasil               | 1.ª                 | 2011                | 7     | 2    | 2    | 3    | Inc. | 23    | 13   | 6    | 4    | 10    | 4  | 2             | 4             | 1/8           | -             | -             | - | -     | 40    | 19    | 10    | 11  | 55.83%      | 73      | 51      | +22     |         |         |         |         |
| Athletico Paranaense · Brasil | 1.ª                 | 2011                | 12    | 4    | 5    | 3    | Inc. | -     | -    | -    | -    | 2     | 0  | 0             | 2             | 2ªF           | -             | -             | - | -     | 14    | 4     | 5     | 5   | 40.47%      | 18      | 17      | +1      |         |         |         |         |
| Athletico Paranaense · Brasil | Total               | Total               | 12    | 4    | 5    | 3    | -    | -     | -    | -    | -    | 2     | 0  | 0             | 2             | -             | -             | -             | - | -     | 14    | 4     | 5     | 5   | 40.47%      | 18      | 17      | +1      |         |         |         |         |
| Grêmio · Brasil               | 1.ª                 | 2013                | 33    | 16   | 9    | 8    | 2.º  | 6     | 1    | 3    | 2    | -     | -  | -             | -             | -             | -             | -             | - | -     | 39    | 17    | 12    | 10  | 53.85%      | 39      | 33      | +6      |         |         |         |         |
| Fluminense · Brasil           | 1.ª                 | 2014                | -     | -    | -    | -    | -    | 18    | 9    | 5    | 4    | -     | -  | -             | -             | -             | -             | -             | - | -     | 18    | 9     | 5     | 4   | 59.26%      | 33      | 21      | +12     |         |         |         |         |
| Grêmio · Brasil               | 1.ª                 | 2016                | 10    | 4    | 4    | 2    | 9.º  | 6     | 2    | 3    | 1    | -     | -  | -             | -             | -             | -             | -             | - | -     | 16    | 6     | 7     | 3   | 52.08%      | 15      | 11      | +4      |         |         |         |         |
| Grêmio · Brasil               | 1.ª                 | 2017                | 38    | 18   | 8    | 12   | 4.º  | 22    | 12   | 7    | 3    | 14    | 10 | 2             | 2             | 1.º           | 2             | 1             | 0 | 1     | 76    | 41    | 17    | 18  | 61.41%      | 120     | 61      | +59     |         |         |         |         |
| Grêmio · Brasil               | 1.ª                 | 2018                | 38    | 18   | 12   | 8    | 4.º  | 17    | 11   | 2    | 4    | 12    | 8  | 2             | 2             | 1/2           | 2             | 0             | 2 | 0     | 69    | 37    | 18    | 14  | 62.32%      | 104     | 46      | +58     |         |         |         |         |
| Grêmio · Brasil               | 1.ª                 | 2019                | 38    | 19   | 8    | 11   | 4.º  | 22    | 13   | 8    | 1    | 12    | 6  | 2             | 4             | 1/2           | 1             | 1             | 0 | 0     | 73    | 39    | 18    | 16  | 61.64%      | 125     | 55      | +70     |         |         |         |         |
| Grêmio · Brasil               | 1.ª                 | 2020                | 38    | 14   | 17   | 7    | 6.º  | 20    | 14   | 1    | 5    | 10    | 5  | 3             | 2             | 1/4           | -             | -             | - | -     | 68    | 33    | 21    | 14  | 58.82%      | 90      | 56      | +34     |         |         |         |         |
| Grêmio · Brasil               | 1.ª                 | 2021                | -     | -    | -    | -    | -    | 5     | 4    | 1    | 0    | 1     | 1  | 0             | 0             | Inc.          | -             | -             | - | -     | 6     | 5     | 1     | 0   | 88.89%      | 19      | 4       | +15     |         |         |         |         |
| Flamengo · Brasil             | 1.ª                 | 2021                | 26    | 16   | 7    | 3    | Inc. | 5     | 3    | 1    | 1    | 7     | 6  | 0             | 1             | 2.º           | -             | -             | - | -     | 38    | 25    | 8     | 5   | 72.81%      | 88      | 32      | +56     |         |         |         |         |
| Flamengo · Brasil             | Total               | Total               | 26    | 16   | 7    | 3    | -    | 5     | 3    | 1    | 1    | 7     | 6  | 0             | 1             | -             | -             | -             | - | -     | 38    | 25    | 8     | 5   | 72.81%      | 88      | 32      | +56     |         |         |         |         |
| Grêmio · Brasil               | 2.ª                 | 2022                | 10    | 5    | 3    | 2    | 2.º  | -     | -    | -    | -    | -     | -  | -             | -             | -             | -             | -             | - | -     | 10    | 5     | 3     | 2   | 60%         | 18      | 9       | +9      |         |         |         |         |
| Grêmio · Brasil               | 1.ª                 | 2023                | 38    | 21   | 5    | 12   | 2.º  | 24    | 15   | 6    | 3    | -     | -  | -             | -             | -             | 1             | 1             | 0 | 0     | 63    | 37    | 11    | 15  | 64.55%      | 106     | 73      | +33     |         |         |         |         |
| Grêmio · Brasil               | 1.ª                 | 2024                | 38    | 12   | 9    | 17   | 14.º | 19    | 12   | 5    | 2    | 8     | 4  | 1             | 3             | 1/8           | -             | -             | - | -     | 65    | 28    | 15    | 22  | 50.77%      | 90      | 73      | +17     |         |         |         |         |
| Grêmio · Brasil               | Total               | Total               | 313   | 144  | 83   | 86   | -    | 164   | 97   | 42   | 25   | 68    | 38 | 12            | 18            | -             | 6             | 3             | 2 | 1     | 551   | 282   | 139   | 130 | 59.59%      | 852     | 498     | +354    |         |         |         |         |
| Fluminense · Brasil           | 1.ª                 | 2025                | 17    | 8    | 3    | 6    | -    | 4     | 3    | 1    | 0    | 5     | 5  | 0             | 0             | -             | 6             | 3             | 2 | 1     | 32    | 19    | 6     | 7   | 65.63%      | 52      | 31      | +21     |         |         |         |         |
| Fluminense · Brasil           | Total               | Total               | 141   | 54   | 31   | 56   | -    | 68    | 36   | 20   | 12   | 22    | 14 | 5             | 3             | -             | 6             | 3             | 2 | 1     | 237   | 107   | 58    | 72  | 53.31%      | 385     | 306     | +79     |         |         |         |         |
| Total en su carrera           | Total en su carrera | Total en su carrera | 585   | 256  | 152  | 177  | -    | 330   | 180  | 86   | 64   | 102   | 58 | 17            | 27            | -             | 12            | 6             | 4 | 2     | 1029  | 500   | 259   | 270 | 56.98%      | 1674    | 1146    | +528    |         |         |         |         |
| 1. 2. 3.                      |                     |                     |       |      |      |      |      |       |      |      |      |       |    |               |               |               |               |               |   |       |       |       |       |     |             |         |         |         |         |         |         |         |

#### Resumen por competencias
| Torneo                       | PD   | G   | E   | P   | GF   | GC   | Dif. | Rendimiento | Mejor resultado  |
| ---------------------------- | ---- | --- | --- | --- | ---- | ---- | ---- | ----------- | ---------------- |
| Brasileirão Serie B          | 22   | 11  | 5   | 6   | 38   | 25   | +13  | 57.58%      | Subcampeón       |
| Brasileirão                  | 563  | 245 | 147 | 171 | 832  | 686  | +146 | 52.22%      | Subcampeón       |
| Copa de Brasil               | 92   | 45  | 29  | 18  | 137  | 69   | +68  | 60.51%      | Campeón          |
| Campeonato Carioca           | 90   | 42  | 24  | 24  | 196  | 140  | +56  | 55.56%      | Subcampeón       |
| Campeonato Baiano            | 22   | 13  | 6   | 3   | 44   | 23   | +21  | 68.18%      | Subcampeón       |
| Copa do Nordeste             | 12   | 6   | 2   | 4   | 14   | 16   | -2   | 55.56%      | 5.º lugar        |
| Campeonato Gaúcho            | 113  | 73  | 25  | 15  | 222  | 89   | +133 | 71.97%      | Campeón          |
| Recopa Gaúcha                | 2    | 2   | 0   | 0   | 10   | 1    | +9   | 100%        | Campeón          |
| Primera Liga de Brasil       | 1    | 1   | 0   | 0   | 1    | 0    | +1   | 100%        | Cuartos de final |
| Copa Libertadores            | 88   | 53  | 14  | 21  | 154  | 76   | +78  | 65.53%      | Campeón          |
| Copa Sudamericana            | 14   | 5   | 3   | 6   | 16   | 14   | +2   | 42.85%      | Segunda fase     |
| Recopa Sudamericana          | 2    | 0   | 2   | 0   | 1    | 1    | +0   | 33.33%      | Campeón          |
| Mundial de Clubes de la FIFA | 8    | 4   | 2   | 2   | 9    | 6    | +3   | 58.33%      | Subcampeón       |
| Total                        | 1029 | 500 | 259 | 270 | 1674 | 1146 | +528 | 56.98%      | 11 Títulos       |

## Palmarés

### Como jugador

#### Campeonatos regionales
| Título             | Club       | Estado             | Año  |
| ------------------ | ---------- | ------------------ | ---- |
| Campeonato Gaúcho  | Grêmio     | Río Grande del Sur | 1985 |
| Campeonato Gaúcho  | Grêmio     | Río Grande del Sur | 1986 |
| Taça Guanabara     | Flamengo   | Río de Janeiro     | 1988 |
| Campeonato Mineiro | Cruzeiro   | Minas Gerais       | 1992 |
| Campeonato Carioca | Fluminense | Río de Janeiro     | 1995 |

#### Campeonatos nacionales
| Título         | Club     | País   | Año  |
| -------------- | -------- | ------ | ---- |
| Copa União     | Flamengo | Brasil | 1987 |
| Copa de Brasil | Flamengo | Brasil | 1990 |

#### Campeonatos internacionales
| Título                 | Club (*)            | País         | Año  |
| ---------------------- | ------------------- | ------------ | ---- |
| Copa Libertadores      | Grêmio              | Porto Alegre | 1983 |
| Copa Intercontinental  | Grêmio              | Tokio        | 1983 |
| Copa América           | Selección de Brasil | Brasil       | 1989 |
| Supercopa Sudamericana | Cruzeiro            | Avellaneda   | 1992 |

(*) Incluye la selección.

### Como entrenador

#### Campeonatos regionales
| Título            | Club   | Estado             | Año  |
| ----------------- | ------ | ------------------ | ---- |
| Campeonato Gaúcho | Grêmio | Río Grande del Sur | 2018 |
| Campeonato Gaúcho | Grêmio | Río Grande del Sur | 2019 |
| Recopa Gaúcha     | Grêmio | Río Grande del Sur | 2019 |
| Campeonato Gaúcho | Grêmio | Río Grande del Sur | 2020 |
| Recopa Gaúcha     | Grêmio | Río Grande del Sur | 2023 |
| Campeonato Gaúcho | Grêmio | Río Grande del Sur | 2023 |
| Campeonato Gaúcho | Grêmio | Río Grande del Sur | 2024 |

#### Campeonatos nacionales
| Título         | Club       | País   | Año  |
| -------------- | ---------- | ------ | ---- |
| Copa de Brasil | Fluminense | Brasil | 2007 |
| Copa de Brasil | Grêmio     | Brasil | 2016 |

#### Campeonatos internacionales
| Título              | Club   | Sede         | Año  |
| ------------------- | ------ | ------------ | ---- |
| Copa Libertadores   | Grêmio | Lanús        | 2017 |
| Recopa Sudamericana | Grêmio | Porto Alegre | 2018 |

### Distinciones
| Distinción                                                   | Año                          |
| ------------------------------------------------------------ | ---------------------------- |
| Mejor jugador de la Copa Intercontinental.                   | 1983                         |
| Craque do ano (5°), para Placar.                             | 1983                         |
| Bola de Prata.                                               | 1984, 1987, 1990, 1992, 1995 |
| Bola de Ouro.                                                | 1987                         |
| Deportista del año (3°), para los lectores de Placar.        | 1987                         |
| Segundo máximo goleador del Campeonato Mineiro (once goles). | 1992                         |
| Goleador de la Supercopa Sudamericana (seis goles).          | 1992                         |
| Parte del Equipo Ideal de América.                           | 1992                         |
| Segundo mejor entrenador de Brasil, para Placar.             | 2006                         |
| Mejor entrenador de la Copa Libertadores.                    | 2017                         |
| Premio Goal Brasil al Mejor entrenador del Brasileirão.      | 2017                         |
| Mejor entrenador del Campeonato Gaúcho.                      | 2018, 2019                   |

## Participaciones en los medios
Portaluppi participó en programas de televisión como Cassino do Chacrinha, en 1987, o el humorístico Viva o Gordo, y en telenovelas como Cuatro por cuatro (1994) o El clon (2001), todos de Rede Globo. En 1997, realizó una actuación especial en Zazá, de la misma cadena, y se le ofreció «ser parte del núcleo futbolístico de la telenovela» y trabajar en más de un episodio, siempre y cuando su trabajo convenciese. Un año después, participó en Pecado capital y en el programa Casseta & Planeta.

## Vida privada
Portaluppi nació en Guaporé el 9 de septiembre de 1962, en el seno de una familia numerosa. Se crio en Bento Gonçalves y tiene catorce hermanos, dos de ellos, Mauro y Flávio, también jugaron al fútbol, y otros dos fallecieron antes de 1984. Su padre, Francisco, un albañil, murió antes de que su hijo se convirtiera en profesional. Su madre, María Tedesco, falleció de un derrame cerebral el 21 de febrero de 2010, a los 73 años.
Conoció a su esposa, Maristela Bavaresco, a los dieciséis años, cuando trabajaban en una panadería. El 21 de mayo de 1994 tuvo una hija, Ana Carolina «Carol», con la periodista y presentadora de televisión Carla Cavalcanti. El matrimonio no se vio afectado y Portaluppi mantiene una buena relación con su hija. Después de retirarse, se mudó a Ipanema, barrio de Río de Janeiro.
En enero de 2019, lo intervinieron quirúrgicamente debido a una fibrilación auricular que había padecido por cuatro años.